# 佐依木村
佐依木村（さえきむら）は、かつて愛知県海東郡にあった村。
現在の愛西市（旧・佐屋町）の一部（内佐屋村町、佐屋村町、須依町、柚木町、北一色町など）に該当する。
村名は、前身となった村名から一文字ずつとった合成地名である。

## 歴史
- 1878年（明治11年） - 依田村と須賀村が合併し、須依村となる。
- 1889年（明治22年）10月1日 - 内佐屋村、佐屋村、須依村、柚木村、北一色村が合併し、佐依木村が発足。
- 1906年（明治39年）7月1日 - 八幡村と合併し佐屋村が発足。同日佐依木村は廃止。

## 教育
- 佐屋尋常小学校（現・愛西市立佐屋小学校）

## 交通
- 尾西鉄道
  - 佐屋駅